# Balada blues
Una balada blues es una balada que recrea el estilo blues, utilizando para ello la escala de blues e incorporando, a menudo, progresiones de acordes estándar de blues y canciones típicas de 32 compases del tipo Tin Pan Alley (estilo de Nueva York de fines del siglo XIX y principios del XX).
Algunas de las baladas blues más famosas son:
- Please Send Me Someone to Love, de Percy Mayfield, canción romántica en forma de oración.
- Since I Fell for You, de Buddy Johnson.
- Tomorrow Night de Lonnie Johnson, que se ha convertido en un tema estándar de la música pop.
- You Know I Love You, segundo éxito de B. B. King
- Sneakin' Around de B. B. King.
- Slip Away, de Clarence Carter.
- Bobby Blue Band también grabó varias baladas blues además de canciones de blues tradicional.

Las baladas blues suelen estar presentes en la música country:
- Your Cheating Heart de Hank Williams
- Wasted Days and Wasted Nights de Freddy Fender
- Before the Next Teardrop Falls de Freddy Fender.

## Estructura
La balada blues difiere del blues convencional en su estructura: mientras que ésta utiliza una estructura de 32 compases del tipo A-A-B-A (estrofa- estrofa-puente- estrofa),
las canciones blues de 12 compases mantienen la estructura del tipo A-A-B o la variación de 8 compases A-B.
Ambos, el blues y las baladas blues, utilizan elementos similares como los tres acordes principales y la escala blues.
Así mismo, la balada blues difiere de las canciones pop, como el tema de Harold Arlen Blues in the Night, en la utilización de armonías más sencillas y en un lenguaje más directo; no obstante, ambos estilos musicales son difíciles de diferenciar cuando son interpretados por determinados músicos como por ejemplo Dakota Staton o en canciones como la de Etta James Mean to Me o la de Cole Porter Love for Sale.